# Santa Maria Maddalena agli Arcacci
Santa Maria Maddalena agli Arcacci är en kyrkobyggnad i Rom, helgad åt den heliga Maria från Magdala. Kyrkan är belägen vid Via Trinitapoli i quartiere Torre Angela och tillhör församlingen Santi Simone e Giuda Taddeo a Torre Angela.